# Kathedrale von Brindisi

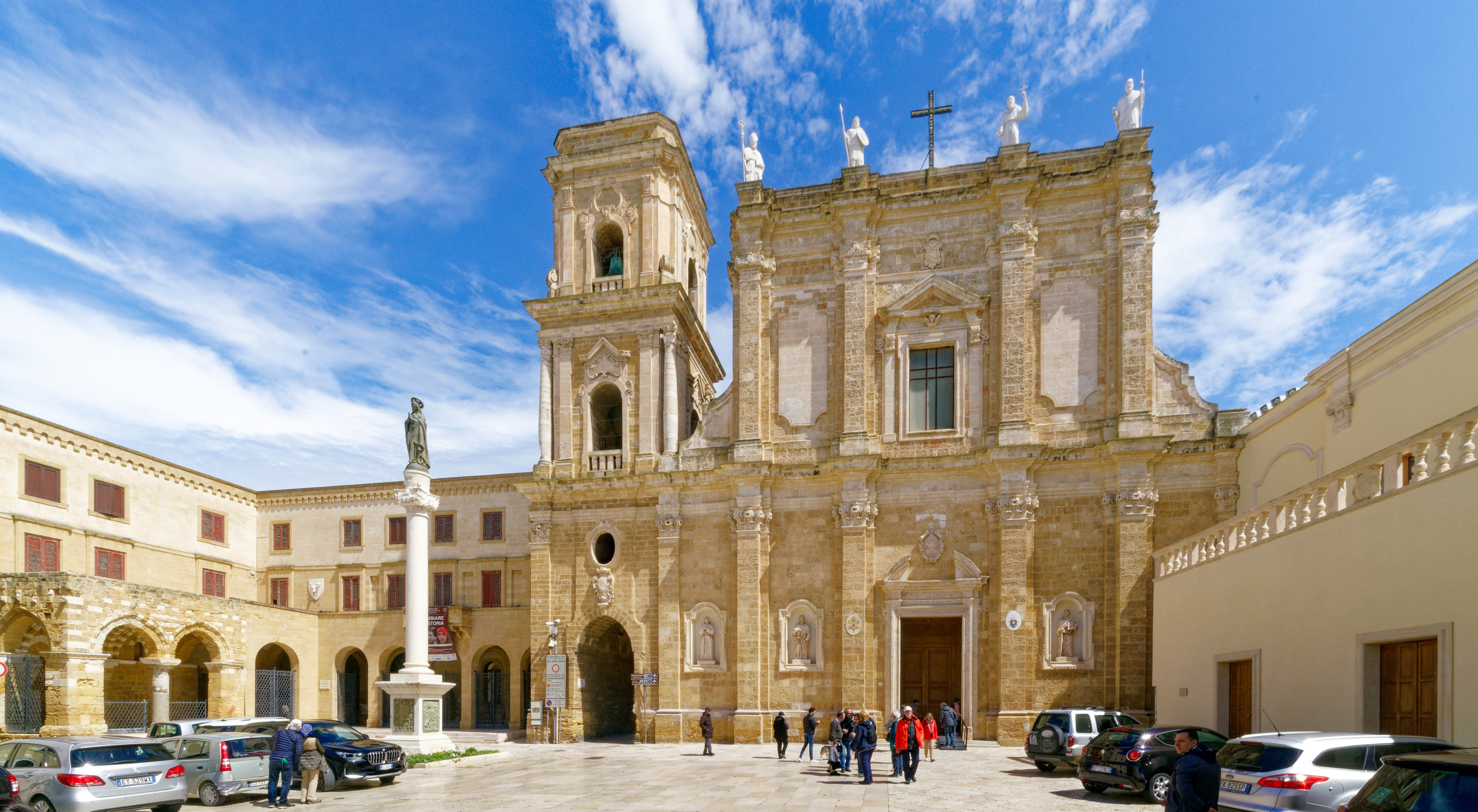
Fassade der Kathedrale

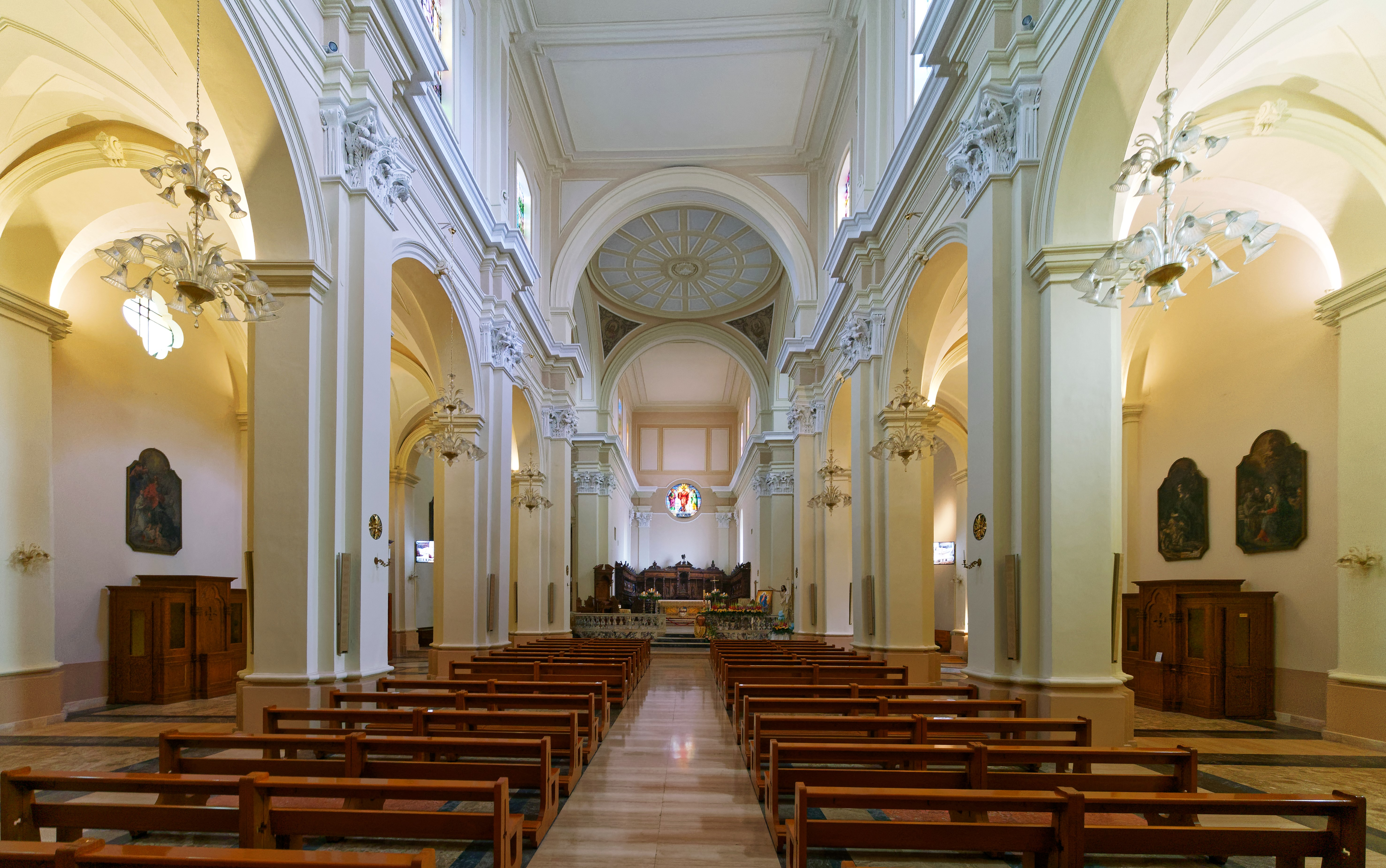
Mittelschiff mit Blick zum Chor

Die Kathedrale von Brindisi oder die Kathedralbasilika Johannes des Täufers  (italienisch Basilica Cattedrale de Giovanni Battista) ist eine Kirche in der Hafenstadt Brindisi in der italienischen Region Apulien. Die Kathedrale des Erzbistums Brindisi-Ostuni stammt aus dem 11. Jahrhundert und hat den Rang einer Basilica minor. Sie bildete häufig den Ausgangspunkt für Fahrten ins Heilige Land.

## Geschichte
Die Kathedrale wurde im Zuge des Wiederaufbaus der Stadt nach der normannischen Eroberung Süditaliens errichtet. Sie wurde 1089 von Papst Urban II. geweiht und bis 1143 fertiggestellt. In der Kathedrale wurde Roger III. 1191 zum König gekrönt, der im Folgejahr Irene von Byzanz hier heiratete. Ebenso heiratete Kaiser Friedrich II. hier 1225 Isabella II., Königin von Jerusalem. Am Ende des 16. Jahrhunderts wurde die romanische Apsis abgerissen, um den Bau eines großen Chors zu ermöglichen. Am 20. Februar 1743 zerstörte ein heftiges Erdbeben die Kathedrale vollständig, die 1746 durch den Architekten Mauro Mainieri im Barockstil wieder aufgebaut wurde. Sie wurde seitdem mehrfach restauriert, ohne dass ihr Aufbau verändert wurde. Am 10. Juli 1867 wurde sie von Papst Pius IX. in den Rang einer Basilica minor erhoben. Am 15. Juni 2008 besuchte Papst Benedikt XVI. die Kathedrale von Brindisi und traf Geistliche, Diakone und Seminaristen der Erzdiözese Brindisi-Ostuni.

## Architektur
Der Grundriss der Basilika, ähnlich dem der Basilika San Nicola in Bari, blieb unverändert romanisch mit drei Kirchenschiffen ohne Querschiff. Die Fassade besitzt ein zentrales Portal und ist mit Lisenen gegliedert. Die großen Steinfiguren stammen von 2007. Auf der linken Seite steht der 1795 fertiggestellte Glockenturm. In der Kapelle, die dem hl. Theodor Tiro, dem Schutzpatron der Stadt Brindisi, zusammen mit dem heiligen Laurentius gewidmet ist, werden die sterblichen Überreste des Märtyrers aufbewahrt. Im Innenraum finden sich Fragmente des Mosaikbodens von 1178. Das Chorgestühl  stammt aus dem 16. Jahrhundert.